# مارغريت مان
مارغريت مان (بالإنجليزية: Margaret Mann)‏ هي أمينة مكتبة أمريكية، ولدت في 9 أبريل 1873 في سيدار رابيدز في الولايات المتحدة، وتوفيت في 22 أغسطس 1960 في كاليفورنيا في الولايات المتحدة.